# Movimiento Independiente Chim Pum Callao
El Movimiento Independiente Chim Pum Callao es una agrupación política regional peruana de derecha, de la Provincia Constitucional del Callao, en la Región Callao, Perú.

## Historia
Fue fundado el 2 de agosto del 2005 en el local situado en el Jr. Ica N° 120 Departamento 2-B en el distrito de La Perla de la provincia constitucional del Callao, por Alexander Kouri. En dicha reunión se aprobaron el ideario, el estatuto, la denominación, los órganos internos y la designación del comité ejecutivo.
Participa en las elecciones municipales y regionales del 2006, ganando el Gobierno Regional con Alexander Kouri como presidente regional y la Alcaldía Provincial del Callao, con Félix Moreno Caballero como alcalde provincial.

## Personas representativas
Entre fundadores y simpatizantes.
| Nombre                           | Militancia                           | Función pública |
| -------------------------------- | ------------------------------------ | --- |
| Alex Kouri                       | - Fundador                           | - Alcalde del Callao. |
| Felix Moreno                     | - Fundador - Secretario General      | - Alcalde del Callao - Alcalde de Carmen de la Legua Reynoso - Presidente Regional del Callao. - Regidor del Callao.        |
| Juan Sotomayor                   | - Invitado                           | - Alcalde del Callao - Regidor del Callao - Alcalde de Bellavista                                                           |
| Omar Marcos Arteaga              | - Militante                          | - Alcalde de Ventanilla |
| Víctor Albrecht                  | - Fundador                           | - Congresista de la República por Fuerza Popular - Vicepresidente del Gobierno Regional del Callao                          |
| Alejandro Bobabilla              | - Militante                          | - Regidor Provincial del Callao - Gerente General del Gobierno Regional del Callao - Gerente de la Municipalidad del Callao |
| Walter Mori Ramírez              | - Secretario de economía y Tesorería | - Presidente Regional del Callao (e) - Vicepresidente Regional del Callao - Gerente Jefe de la Región Lima                  |
| Patricia Chirinos Venegas        | - Militante                          | - Alcaldesa de La Perla - Regidora del Callao - Consejera Regional de La Perla                                              |
| Gioconda Tripi Morales           | - Militante                          | - Gerente de Desarrollo del Gobierno Regional del Callao                                                                    |
| Nancy Margarita Villela Alvarado | - Militante                          | - Jefa de Cooperación técnica internacional región callao - Gerente de Infraestructura Región Callao                        |
| Giuliana Isabel Chacón Ramos     | - Militante                          | - Consejera Regional del Callao - Promotora Municipalidad Callao                                                            |
| Juan de Dios Gavilano Ramírez    | - Invitado                           | - Alcalde de Carmen de la Legua Reynoso - Consejero Regional del Callao                                                     |

## Resultados electorales

### Elecciones regionales
|  | 20.02 % |

|  | 49.61 % |

|  | 49.75 % |

|  | 39.66 % |

### Consejeros regionales
|  | 47.38 % |

|  | 38.57 % |

### Elecciones municipales
| Año  | Alcaldías Provinciales | Alcaldías Distritales |
| Año  | Representantes         | Representantes        |
| ---- | ---------------------- | --------------------- |
| 2002 | 1/1                    | 2/5                   |
| 2006 | 1/1                    | 3/5                   |
| 2010 | 1/1                    | 3/5                   |
| 2014 | 1/1                    | 4/5                   |